# 非歐拉商數
在數論中，非歐拉商數是一個不在歐拉函數 φ 值域中的整數 n 。換句話說，若 n 是非歐拉商數，則不存在一個整數 x ，恰巧有 n 個小於 x 且和 x 互質的整數。除了 1 之外（ x=1 和　x=2 都是其解），其他的奇數都是非歐拉商數。頭五十個偶非歐拉商數為
14, 26, 34, 38, 50, 62, 68, 74, 76, 86, 90, 94, 98, 114, 118, 122, 124, 134, 142, 146, 152, 154, 158, 170, 174, 182, 186, 188, 194, 202, 206, 214, 218, 230, 234, 236, 242, 244, 246, 248, 254, 258, 266, 274, 278, 284, 286, 290, 298, 302 （OEIS數列A005277）
偶非歐拉商數可能比某一質數多一，但絕不可能少一，因為所有小於某一質數的數，依定義，必和此質數互質。寫成方程式，即為 φ(p) = p − 1　。此外，普洛尼克數 n(n − 1) 也絕不會是非歐拉商數，因為 φ(p2) = p(p − 1) 。
更甚之，非歐拉商數也不會是 p-1 類型的數及其幂次的乘積。